# Judith Curry
Judith A. Curry es una climatóloga estadounidense y exdirectora de la Escuela de Tierra y Ciencias Atmosféricas en el Instituto de Tecnología de Georgia. Sus áreas de interés incluyen huracanes, sensores remotos, modelado atmosférico, climas polares, interacciones aire-mar, y el uso de vehículos aéreos no tripulados para la investigación atmosférica. Fue miembro del Comité de Investigación Climática del Consejo Nacional de Investigación, publicó más de cien artículos científicos y coeditó varias obras importantes. Curry se retiró del ámbito académico en 2017.
Curry se ha hecho conocida por mantener un blog que forma parte de la blogósfera asociada a la negación del cambio climático. Científicos sociales que han estudiado su postura sobre el cambio climático la han descrito como "neo-escepticismo", ya que su posición actual incluye ciertos elementos del negacionismo. Por un lado, acepta que el planeta se está calentando, que los gases de efecto invernadero generados por el ser humano, como el dióxido de carbono, causan calentamiento, y que el peor escenario plausible podría ser potencialmente catastrófico. Pero, por otro lado, también sostiene que la tasa de calentamiento es más lenta de lo que proyectan los modelos climáticos, enfatiza su evaluación sobre la incertidumbre de dichos modelos de proyección climática y cuestiona si las medidas de mitigación del cambio climático son económicamente viables. A pesar del amplio consenso entre los científicos del clima de que el cambio climático requiere una acción urgente, en 2013 Curry declaró ante el Congreso de los Estados Unidos que, en su opinión, existe tanta incertidumbre sobre la variabilidad climática natural que intentar reducir las emisiones podría no tener sentido.

## Educación
Curry se graduó cum laude de la Universidad del Norte de Illinois en 1974 con una licenciatura en Ciencias (B.S.) en geografía. Obtuvo su doctorado en ciencias geofísicas en la Universidad de Chicago en 1982.

## Carrera
Curry es profesora emérita y exdirectora de la Escuela de Ciencias de la Tierra y la Atmósfera del Instituto de Tecnología de Georgia; ocupó dicho cargo desde 2002 hasta 2013. Curry se retiró de su puesto universitario en 2017, describiendo parte de la razón de su salida de la academia como lo que ella describió como "sesgo anti-escepticismo", lo que en ese momento definió como la "locura" de la naturaleza política de la ciencia climática. Curry fue miembro del Subcomité de Ciencias de la Tierra del Consejo Asesor de la NASA, cuya misión era proporcionar asesoramiento y recomendaciones a la NASA sobre cuestiones de prioridades de programas y políticas. Fue miembro del Grupo de Trabajo sobre Clima de la NOAA desde 2004 hasta 2009, miembro de la Junta de Estudios Espaciales de la Academia Nacional de Ciencias desde 2004 hasta 2007, y miembro del Grupo de Investigación Climática de la Academia Nacional de Ciencias desde 2003 hasta 2006.
Antes de trasladarse a Georgia, Curry fue profesora de Ciencias Atmosféricas y Oceánicas en la Universidad de Colorado-Boulder, y previamente ocupó cargos académicos en la Universidad Estatal de Pensilvania, Purdue y la Universidad de Wisconsin-Madison. Curry fue activa en la investigación de posibles conexiones entre la intensidad de los huracanes y el calentamiento global. Su grupo de investigación realizó estudios que vinculaban el tamaño de los huracanes con los daños resultantes, mostrando que, entre otras cosas, el tamaño de los huracanes era un factor importante para determinar el número de tornados generados por el sistema. Entre sus premios se incluye el Premio de Investigación Henry G. Houghton de la Sociedad Meteorológica Americana en 1992, y el Premio a la Joven Investigadora Presidencial de la Fundación Nacional de Ciencia en 1988.
Curry se retiró en 2017 de su puesto como profesora titular en la Escuela de Ciencias de la Tierra y la Atmósfera del Instituto de Tecnología de Georgia a los 63 años, citando lo que ella consideraba la "naturaleza tóxica" de las discusiones científicas sobre el calentamiento global causado por el ser humano. Michael Mann opinó que la ciencia climática sería más fuerte sin ella, debido a lo que calificó de "confusionismo y negacionismo". En una entrevista con eenews.net al momento de su retiro, Curry argumentó que debería ponerse más énfasis en reducir las vulnerabilidades al cambio climático. Tras su salida de la academia, Curry se dedicó a dirigir el Climate Forecast Applications Network, una empresa de consultoría en riesgos climáticos cuyos clientes incluyen agencias federales, compañías de seguros y empresas energéticas.

## Postura sobre el cambio climático
En su perfil de 2010 sobre Curry, el periodista Michael Lemonick informó que Curry comenzó a prestar atención a los blogs climáticos de los "externos" después de que atacaran un artículo de 2005 que ella coescribió, en el que se relacionaba el aumento de la intensidad de los huracanes con el calentamiento global. En lugar de desestimar sus comentarios, ella entabló conversaciones con los atacantes, incluidos Christopher Landsea y Patrick Michaels. Comenzó a participar en blogs externos, como Climate Audit, donde encontró las discusiones muy interesantes, a diferencia de "predicar a los convertidos" en el blog de ciencia climática convencional RealClimate. A pesar de la cantidad de lo que ella describe como "crankología" (teorías marginales), consideró que el tiempo estaba bien invertido para evitar el pensamiento grupal.
Curry había aceptado previamente los informes del Panel Intergubernamental sobre Cambio Climático (IPCC). En el perfil de 2010, acusó al IPCC de “corrupción” y dijo que ya no confiaba en el proceso. Afirmó que la Tierra se está calentando, en gran parte debido a gases de efecto invernadero generados por el ser humano, como el dióxido de carbono, y que el peor escenario plausible es potencialmente catastrófico. Sin embargo, dijo que el IPCC distorsionaba la ciencia y que los científicos no estaban abordando adecuadamente las incertidumbres. Climatólogos que comentaron sobre el tema generalmente no estuvieron de acuerdo con sus críticas. Stephen Schneider, quien había convencido al IPCC de sistematizar la discusión sobre la incertidumbre, dijo que últimamente Curry había propuesto “muchos hombres de paja” y que “francamente, es impactante ver a una científica tan buena tomar ese rumbo hacia un pensamiento descuidado. No tengo explicación para ello.” Curry sentía que, aunque aún podía publicar en el ámbito académico, se había convertido en víctima de la 'sobrerreacción' de la ciencia climática dominante ante las críticas; creía que la comunidad climática había adoptado una actitud de atrincheramiento, defendiendo a los de adentro y negando el acceso a los de afuera.
Curry inició su propio blog, abierto a la participación de voces externas. Este fue descrito como parte de la blogósfera negacionista del cambio climático en el libro de 2015 Climate Change and Society: Sociological Perspectives, de Oxford University Press. Ese mismo año, InsideClimate News la describió como “relativamente nueva en el campo negacionista”. Fue incluida en un correo electrónico enviado por Fred Singer, quien estaba preocupado por las posibles consecuencias del documental Merchants of Doubt.
La postura de Curry sobre el cambio climático fue ampliamente criticada por científicos del clima, y llegó a ser conocida como una científica contraria. Un estudio de 2013 de Media Matters for America encontró que Curry estaba entre los “dudadores del clima” más citados por la prensa, difundiendo dudas públicas sobre la ciencia climática. Contradiciendo la abrumadora mayoría de científicos del clima, había sugerido a los periódicos que la mayor parte del calentamiento global reciente no era causado por los humanos, y había insinuado que los científicos del IPCC estaban motivados por “financiamiento”, a pesar de que no se les paga por sus contribuciones. Curry sostiene sistemáticamente que la ciencia del clima implica muchas más incertidumbres de las que muestran los estudios principales, aunque no ha demostrado ninguna causa previamente no considerada que justifique ese nivel de incertidumbre. Un artículo de 2019 en Human Ecology Review describió su postura como una forma de negacionismo climático, criticando su tendencia a minimizar los posibles efectos futuros del cambio climático y a enfatizar los costos de enfrentarlo.

## Influencia política
Curry ha sido invitada en múltiples ocasiones como testigo en audiencias del Congreso de los Estados Unidos, como una de las pocas científicas que plantea dudas sobre la magnitud de la contribución humana al cambio climático. Figuras políticas han utilizado sus declaraciones y escritos para respaldar sus argumentos. Por ejemplo, cuando Christopher Shank —político y primer nombramiento del presidente Trump para el equipo de transición de la NASA— cuestionó el papel del ser humano en el cambio climático, se refirió repetidamente al trabajo de Curry y al sitio web que administra durante su testimonio.
Entre 2014 y febrero de 2019, Curry testificó ante al menos seis comités de la Cámara de Representantes liderados por el Partido Republicano, expresando la idea de que los peligros del calentamiento global están exagerados y son difíciles de predecir. Estos testimonios incluyeron críticas al plan climático del presidente Obama, al plan de acción climática de la ONU y a otras propuestas de políticas destinadas a reducir las emisiones de dióxido de carbono. En su testimonio ante el Comité de Recursos Naturales, el 6 de febrero de 2019, Curry declaró: “El cambio climático provocado por el ser humano no es una amenaza existencial en el siglo XXI... La percepción de un apocalipsis inminente ha reducido las opciones de política disponibles”.
En febrero de 2019, Curry figuraba en una lista de candidatos de la administración Trump para integrar un “Comité Presidencial sobre Seguridad Climática”, cuyo objetivo era realizar una “revisión científica por pares de tipo adversarial” sobre la ciencia del clima. A fines de 2020, la administración le ofreció a Curry un alto cargo en la NOAA (Administración Nacional Oceánica y Atmosférica), que ella rechazó.